# 聖馬力諾交通
聖馬力諾是位於歐洲的一個迷你國家，交通設施是十分有限，四面被義大利包圍。1932年6月12日，聖馬力諾建成了國內唯一的一條鐵路。這條鐵路是一條電氣化鐵路，在當時的世界屬於先進。二戰期間這條鐵路被毀，但仍有很多部分得到保留。2012年，聖馬力諾恢復了國內的鐵路，作為觀光鐵路使用。